# Polska Federacja Korfballu
Polska Federacja Korfballu powstały w 1994 roku ogólnopolski związek stowarzyszeń kultury fizycznej, który zrzesza polskie kluby korfballowe. Federacja organizuje cykliczne rozgrywki mistrzowskie: seniorów, juniorów starszych i młodszych a także turnieje młodzików.
Członek Międzynarodowej Federacji Korfballu (International Korfball Federation).